# Кораблестроительный регламент Петра I

Кораблестроительный регламент Петра I или Табель о корабельных пропорциях или Первый кораблестроительный регламент — задуманный Петром I (и в значительной степени реализованный) нормативный документ (табель), стандартизировавший основные размерения (пропорции) кораблей с целью совершенствования конструктивных характеристик корпуса и главных элементов архитектуры строившихся кораблей в целом. Стандартизация пропорций и размерений корпусов осуществлялась в соответствии с установленными рангами, а оптимизация расчётного аппарата позволила завершить составление унифицированных таблиц членов корабельного набора и стандартизацию их размерений. 
Ключевым разделом первой (нормативной части) регламента стал раздел, названный «Положение воинским кораблям», а второй части, предназначенной для практического использования, стал раздел, названный «Генеральные регулы кораблям всех рангов».
Регламент стал крупным шагом вперёд на пути более широкого внедрения научных методов организации судостроения, что позволило уверенно обеспечить высокие мореходные качества кораблей, упростить заготовку и первичную обработку различных деталей, ввести их стандартизацию, что сократило бы расходы на строительство, ремонт и содержание флота. Частично опубликованный в 1726 году уже после смерти Петра I, регламент ознаменовал завершение создания в Российской империи национальной кораблестроительной школы, а в законодательном плане оказался в одном ряду с «Морским уставом» (1720) и «Регламентом о управлении адмиралтейства и верфи» (1722), закрепившими прочные основы российского военно-морского и кораблестроительного искусства.
До 1804 года регламент был действующим нормативным документом, определявшим (с незначительными отклонениями и исключениями) характеристики кораблей, закладываемых на всех русских верфях. Всего до начала 1770-х годов строго по табелю были заложены 91 линейный корабль и фрегат, в том числе десять 80-пуш. кораблей, 50 66-пуш. и 16 54-пуш. кораблей, а остальные лишь незначительно отличались от него. Эти корабли находились на службе до 1790-х годов.

## Этапы разработки регламента

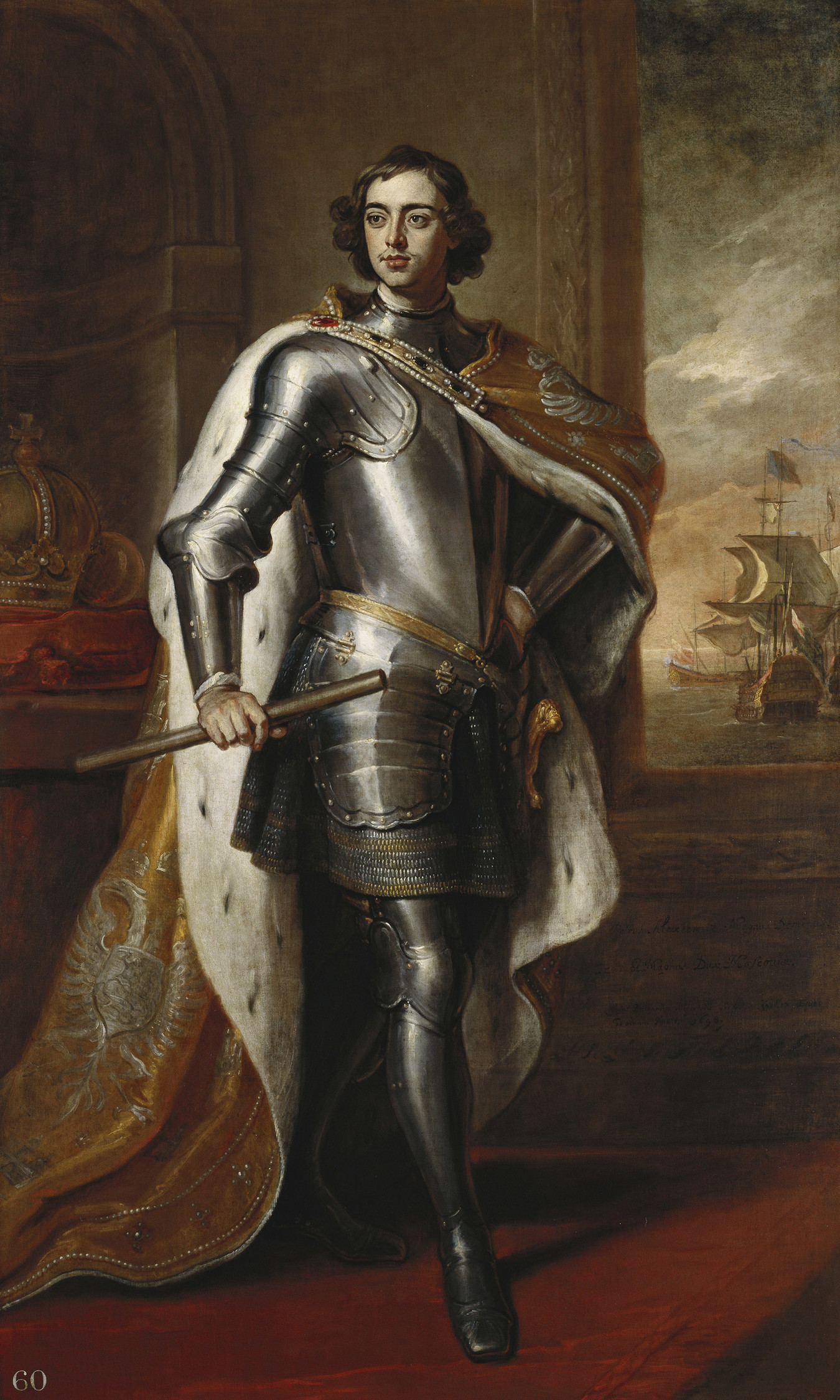
Портрет русского царя Петра I Великого работы Годфри Кнеллера (1698). Портрет был подарком Петра королю Англии Вильгельму III

Активная внешняя политика Петра I в конце XVII века сделала актуальным вопрос организации регулярных армий и военно-морского флота, и в течение первой четверти XVIII века они были созданы в России. Для учреждения регулярного флота в обязательном порядке требовалась нормативная основа.
В начале XVIII века уже существовали предпосылки для её создания. Сформировавшаяся русская школа морского кораблестроения отвечала техническому уровню того времени, примером чему может служить сам факт разработки в 1720-х годах «Табеля о корабельных препорциях», явившегося важным итогом в развитии отечественной кораблестроительной школы. Подлинник этого исторического документа был обнаружен в фондах ЦГАВМФ СССР; современники называли его обычно «Препорции о кораблях всякого ранга», «Препорция каждого рангу о кораблях», а после смерти Петра за ним прочно закрепилось название «Табель о корабельных препорциях».
Процесс создания в России регулярного флота (1693—1725) может быть разбит на три периода.

### Первый этап разработки регламента
В 1693—1694 годах, вслед за первыми судостроительными и «потешными» флотоводческими опытами Петра I на Плещеевом озере, была предпринята попытка создания технических основ будущего регулярного морского флота и в результате этого к летней кампании 1696 года удалось построить достаточно сложный в техническом плане парусно-гребной фрегат «Святой Апостол Пётр», а затем 20 октября принять и первую кораблестроительную программу Азовского флота.
Неудача с «кумпанским кораблестроением», произошедшая из-за отсутствия целенаправленной технической политики и слабой организации, заставила уже в 1698 году начать разработку общего алгоритма проектирования кораблей и приступить к типизации конструктивных расчётов корабельного набора, взяв за основу ранговую классификацию боевых средств флота. Для этого Петру I и ряду его сподвижников потребовалось в 1697—1698 годах изучать европейский опыт кораблестроения на верфях Голландии и Англии (только в Англии царь провёл 4 месяца) и нанимать лично ему рекомендованных корабельных подмастерьев. Результатом изучения опыта стала попытка создания нормативно-законодательной основы русского кораблестроения.
Практическая значимость работ раннего периода по разработке Петром I кораблестроительного регламента оказалась велика, так как именно они сформировали направления развития теоретической базы начинающегося русского кораблестроения на следующие годы.
В основу этой базы легла методика Энтони Дина, впервые опубликованная в 1670 году и принятая в дальнейшем английским Адмиралтейством. Дин, выдающийся теоретик корабельной архитектуры своего времени, стал основоположником расчётов весовой нагрузки и водоизмещения кораблей, а также смог впервые произвести расчёт осадки корабля до его спуска на воду. В январе-апреле 1698 года он был наставником Петра I на Дептфордской верфи (занимавшей привилегированное положение в Англии среди прочих верфей благодаря близости к Лондону) и посоветовал ему кроме прочих мастеров и подмастерьев принять на русскую службу своего сына Джона Дина. Тот принёс с собой в Россию мощный теоретический аппарат английского военного кораблестроения, но очень рано умер (в следующем 1699 году) . Привезённые Дином бумаги были опечатаны и позднее неоднократно вынимались и переводились для нужд Петра I
Сохранившиеся фрагменты русских документов, такие как «Пропорции корабельные с рассказанием для начертания телес корабельных» и «Пропорции на Его Величество воинские корабли…» позволяют судить, что был разработан алгоритм, заключающийся в следующем: каждый корабль в соответствии с установленной ранговой классификацией (6 классов, или рот, — 10 рангов: 100-, 90-, 80-, 70-, 60-, 50-, 40-, 30-, 24- и 18-пушечных) имел базовый показатель — конструктивную длину киля. На его основе в определённых пропорциях производился расчёт всех главных размерений корпуса и конструктивных размерений набора. Главные размерения: длина по нижней палубе, ширина корпуса в шхергане (на мидельшпангоуте) и глубина интрюма являлись, в свою очередь, базовыми для расчета элементов судовых устройств, рангоута, такелажа, блоков и т. д. Этот проектный аппарат был иным, нежели теоретические методы ранее господствовавшей на русских верфях голландской кораблестроительной школы, и отличался более высокой технической культурой, нёс элементы оптимизации номенклатуры и размерений членов корабельного набора и фактически представлял собой попытку внедрения на русских верфях технологии английского военного судостроения.
Таблицу стандартов для основных размерений различных типов судов Пётр I разработал совместно с корабельным мастером Ф. М. Скляевым; особым указом было строжайше запрещено отступать от этого табеля. В своем «Рассуждении препорции кораблям», созданном в 1705 году, царь Пётр снова предписывал мастерам строго обязательные размерения 82- и 60-пушечных кораблей . Полигоном для строительства первых кораблей таких размерений (см. их список) стали Воронежские верфи.
Потребность в разработке и законодательном утверждении табеля «добрых препорции» не уменьшалась, а возрастала. Для того, чтобы табель мог действительно стать документом долговременного действия, не сковывавшим поступательное движение творческой мысли, он должен был не только воплотить в себе большой опыт строительства, навигационной практики и боевого использования кораблей, но и учесть наметившиеся тенденции развития судостроения. Кратковременность действия первых положений по стандартизации основных размерений кораблей объясняется, очевидно, нелёгким периодом становления России как судостроительной и морской державы.

### Второй этап разработки регламента

Русский флот, осаждавший в апреле-июне 1710 году Выборг с моря (гравюра современника). Корабли 5 и 6 ранга, выстроившись в колонны, охраняют армейский флот из бригантин (спереди в центре) и галер (в арьергарде). Первые 50-пушечные линейные корабли БФ («Рига», «Выборг», «Пернов») в осаде участия принять не успели.

Синтез английской и голландской кораблестроительных школ с артиллерийским Положением 1700 года, составленным К. И. Крюйсом, создал теоретические основы русского кораблестроения. С этого времени начинается второй период развития русского военного кораблестроения. 

#### Военное кораблестроение в 1707—1717 годах

##### Судостроительная программа (штат) Балтийского флота 1707 года
Во второй половине 1707 года в военном противоборстве Швеции и России наметилось приближение кульминации. В преддверии решающего столкновения со шведами царь Пётр I уделял огромное внимание усилению армии и флота. На Балтике в конце 1707 года был взят курс на создание линейного флота вместо использования тактических соединений из небольших военных кораблей: фрегатов, шняв, галер и др. Программа, принятая царём в октябре-ноябре 1707 года, предусматривала включение в состав Балтийского флота 27 линейных кораблей с вооружением от 50 до 80 пушек, 6 32-пушечных фрегатов и 6 18-пушечных шняв. В программе 1707 года ещё не были, как в более поздних штатах, указаны точные параметры предполагавшихся к строительству кораблей, выработка их «добрых пропорций» продолжала быть одной из главных задач русского кораблестроения в последующие годы.

Осенью 1707 года началась заготовка леса для первых линейных кораблей 54-пушечного ранга, предусмотренных новой программой, заложены эти корабли были в следующем году. По указу Петра I было приказано начать строительство для Балтийского флота на Соломбальской верфи двух 32-пушечных фрегатов (будущие «Святой Пётр» и «Святой Павел»). К завершению кампании 1710 года Балтийский флот имел уже в своём составе три первых линейных корабля (и всего один находился в постройке), однако очевидная недостаточность этих сил в сравнении с шведскими силами (38 линейных кораблей от 48 пушек на 1710 год) толкала Петра I одновременно на рост объёмов кораблестроения на российских верфях (в 1711 году на верфи Санкт-Петербургского Адмиралтейства был заложен первый 60-пушечный корабль Балтийского флота, приказано заложить ещё два, в 1712 году было приказано заложить 5 кораблей различных рангов), а также вызвала мысль о приобретении в 1712—1714 годах за рубежом 14 линейных кораблей различных подклассов (13 46-, 50-, 54- и 60-пушечных и одного 70-пушечного). Так в русском флоте оказались представители кораблей английской, голландской и французской специальной военной постройки, а также каперские и военно-торговые суда. В дополнение к этим 14 кораблям ещё три 50- и 60-пушечных линейных корабля («Марльбург», «Портсмут» и «Девоншир») были заказаны и построены в 1714 году в Нидерландах (выбор страны постройки был осуществлён сугубо по причине более низкой цены). 
В ноябре 1714 года в Санкт-Петербургском Адмиралтействе был заложен первый русский 90-пушечный корабль «Лесное». Таким образом, оказалось, что на Балтике к концу 1714 года имелось или строилось 24 корабля 50- и 54-пушечного подкласса (вместо 12 по штату 1707 года), 9 кораблей 60- и 70-пушечного (вместо 12) и 1 90-пушечный (вместо трёх).

##### Судостроительная программа (штат) Балтийского флота 1715 года
14 октября 1715 года была принята следующая кораблестроительная программа. Сохраняя то же штатное количество кораблей, она усиливала огневую мощь флота за счёт строительства не 80-, а 88- и не 70-, а 74-пуш. кораблей. Число кораблей 50-пушечного ранга сокращалось с 12 до 8. На основе новой программы Петром I вскоре было разработано дополнение к ней в виде таблицы размерений кораблей основных рангов. Так длина 88-пушечного должна была составить 163 фута (49,68 м), 74-пушечного 155 футов (47,24 м), 64-пушечного 151 фут (46,02 м), 50-пушечного 131 фут (39,93 м). В таблице также были определены ширина и глубина интрюма кораблей.
Программа была почти сразу подвергнута царём серьёзной коррекции. Мастерам были выданы задания строить корабли более крупных рангов, чем было определено в 1715 году. Так в 1716 году вместо 64- и 74-пушечных кораблей было заложено семь 66- и 88-пушечных кораблей. Отступление от программы было вызвано желанием ввести в строй корабли с более мощной артиллерией для создания ощутимого перевеса сил над шведским флотом и развёртывания военных действий непосредственно на шведской территории.

#### Влияние иностранных кораблестроительных школ на разработку регламента

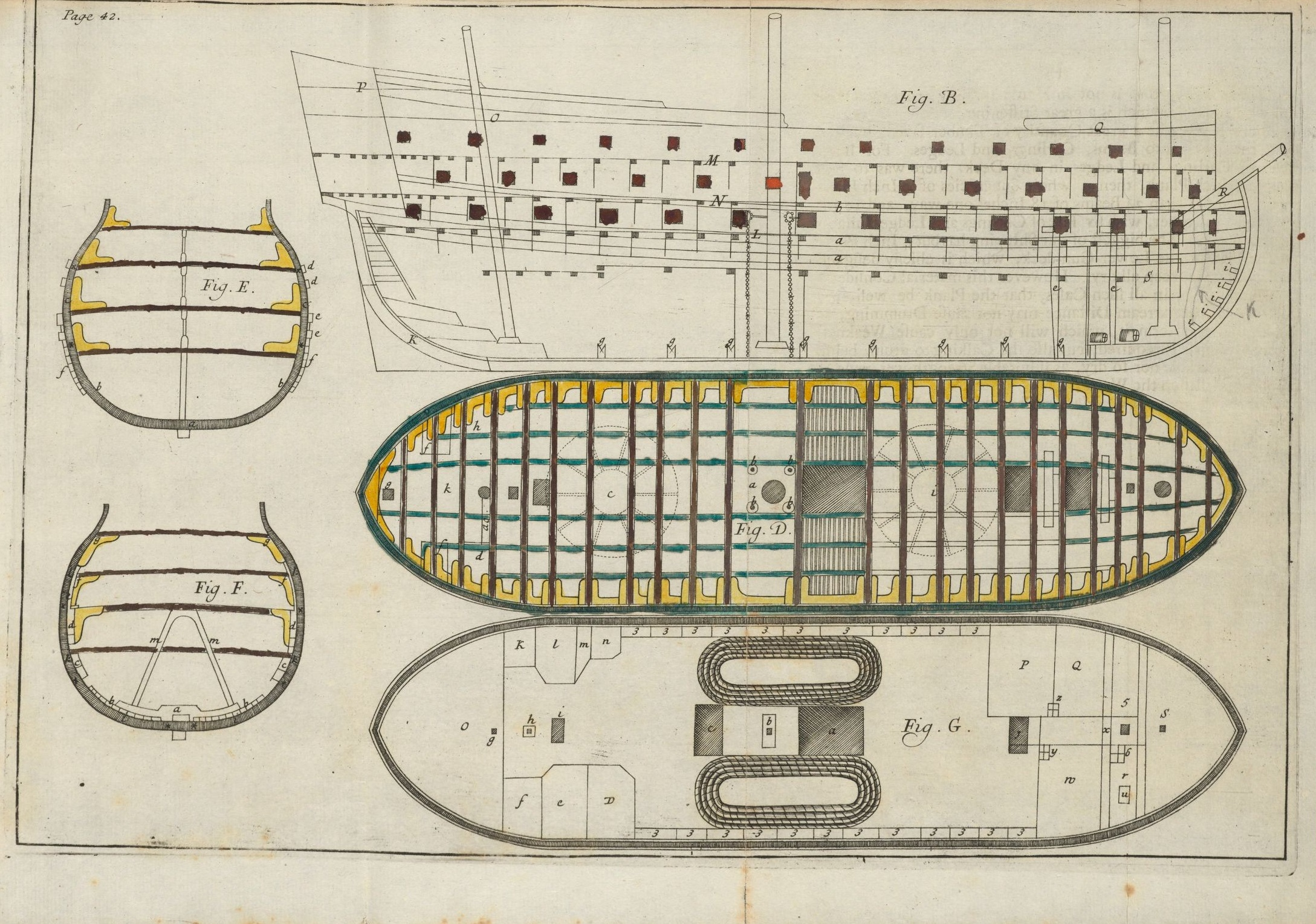
Чертёж трёхдечного 90-пушечного корабля в 1711 году. Иллюстрация из книги Вильяма Сазерленда «Помощник кораблестроителя…», 1711 года издания.

На совершенствование теоретической базы второго периода повлияла и французская кораблестроительная школа, методами которой овладели Пётр I, Федосей Скляев, Гавриил Меншиков, Иван Немцов: на это повлияла работа на русских верфях французских мастеров Жозефа Панголо и других, посещение Петром I в 1717 году французских верфей и арсеналов (прежде всего Дюнкерского, изучение технической литературы. Несмотря на это «французская манира» не получила широкого распространения нигде кроме армейского флота. Корабли, построенные Жозефом Панголо, по мнению В. Г. Крайнюкова уступали по мореходным качествам русским кораблям, тогда как корабли, построенные голландцем Выбе Геренсом (некоторые — совместно с Петром I), характеризуются «отменными» пропорциями и высокими боевыми качествами. Голландская школа, уступая английской в линейном корабельном флоте, в то же самое время продолжала монопольно господствовать в малом и транспортном судостроении России. Галерный флот, выполнявший роль основного тактического ядра Балтийского флота, продолжал строиться по венецианской и турецкой системам, отработанными многовековой практикой, обе системы постепенно с 1720-х годов вытеснялись французской.
В основном русском кораблестроении (прежде всего строительстве линейных кораблей как главной ударной силы флота) утвердились английские теоретические методы проектирования корабельной архитектуры и судостроения. Отдельные корабли были построены полностью с ориентацией на уложения английского Адмиралтейства 1706 и 1719 годов.
На русских верфях по аналогии с английскими правилами начали использоваться «табели корабельных пропорций» — кораблестроительные справочники, содержащие теоретические выдержки из «табелей», таблицы размерений набора, рангоута и другую потребную для проектирования и строительства информацию (две из них, из личного пользования Петра I, сохранились до современности), технологические табели с детальной номенклатурой и размерениями членов корабельного набора, а также табели для заказа рангоутных деревьев, такелажа, якорей, блоков, парусного вооружения и флагов.

#### Штат Балтийского флота 1717-1718 годов и результаты второго этапа разработки регламента
В процессе вышеописанных теоретических исследований и практического кораблестроения были сформированы собственные русские судостроительные кадры, был накоплен богатый опыт, зародились национальные традиции. Иностранные мастера и русские специалисты на основе лучших достижений и многовекового опыта целого ряда стран Европы создали русское национальное кораблестроение, уже в эпоху Петра I достигшее совершенства и имеющее большие потенциальные возможности дальнейшего развития.
Шагами в направлении этого развития стало введение морского артиллерийского штата 1716 года и адмиралтейского Регламента 1722 года, а также, начиная с 1711 года, Штатных положений, регламентирующих как качественный так и количественный состав флота, затраты на его строительство, оснащение и содержание. Ввод в действие артиллерийского Штата и Штатных положений являются существенными показателями для второго периода, поскольку говорят о наличии у государства промышленных и экономических возможностей, достаточных для независимого и целенаправленного решения своих военно-политических и экономических задач. 
Так, штатным положением 1718 года устанавливалось «впредь содержать во флоте» — 27 линейных кораблей, 6 фрегатов, 6 шняв, 3 бомбардирских корабля, 120 малых галер (скампавей), 10 больших конных галер и 3 яхты. Положение требовало «иметь всегда в готовности» артиллерию, амуницию, строительный лес, такелаж и другого снабжения на строительство, вооружение и оснащение 10 линейных кораблей, 3 фрегата и 20 скампавей. Корабли были разделены на три главных типа, в свою очередь составляющие 7 рангов (90-, 80-, 76-, 66-, 50-, 32-, 14/16-пушечные). Потребность же в людских ресурсах определялась «Табелью по скольку каких чинов морских офицеров и служителей надлежит быть на каждом корабле по рангам и на протчих судах по пропорции», а также табелями по верфям и другим учреждениям. Финансовая оценка выполнялась через ранговые штаты на содержание верфей, корабельного состава и учреждений флота.
На стапелях Главного Санкт-Петербургского адмиралтейства в период с 1714 по 1721 годы были построены корабли, имевшие технические характеристики и боевую мощь по лучшим английским образцам: три 90-пушечного ранга: «Лесное» — П. Михайлова (Петра I) и Ф. М. Скляева (постройки 1714—1718 гг.), «Гангут» — Ричарда Козенца (1715—1719), «Фридрихштадт» — Р. Броуна (1716—1720), четыре 80-пушечного ранга: «Норд Адлер» (1716—1720) и «Святой Андрей» (1716—1721) — Р. Рамза, «Фридемакер» — Ф. М. Скляева (1716—1721) и «Святой Пётр» — Р. Козенца (1716—1720), а также корабли других рангов и типов. С инициативы и под руководством Петра I были начаты теоретические исследования и проработки архитектуры корабля 100-пушечного ранга — «Петр I и II» (построен в 1723—1727 годах). 

### Третий этап разработки кораблестроительного регламента

#### 1718—1722 годы

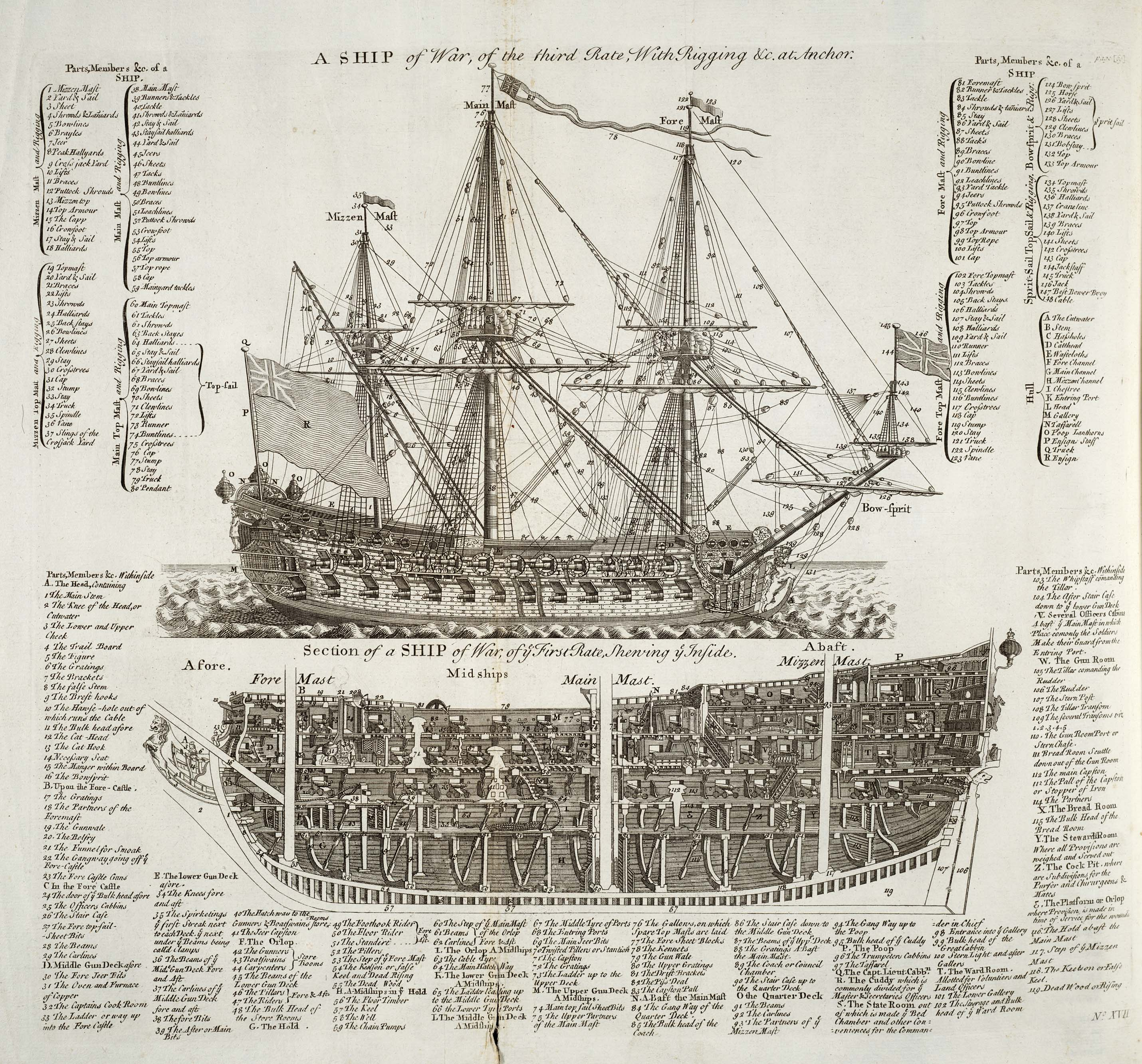
Английские корабли эпохи уложения 1719 года: 70-пушечный 3 ранга и 100-пушечный 1 ранга (1728)

В 1718 году на «консилии» в Адмиралтейств-коллегии появилось решение «зделать две книги», регламентирующие боевую деятельность флота, его строительство и вооружение. В 1720 году издаётся «Морской устав», а в 1722 году — «Регламент о управлении адмиралтейства и верфи». К 1718 году относятся и ранние документы кораблестроительного Регламента. Так начался третий период развития Петровского кораблестроения.
22 мая 1719 года в обер-сарваерской (судостроительной) конторе на «консилии» корабельных мастеров было принято решение: «Учинить регламент по рангам кораблей, по которому сколько надобно… лесу… также на галеры…». В конце октября 1720 года Адмиралтейств-коллегия издала два указа, подписанные полковником Норовым, обер-сарваером И. М. Головиным (второй указ — генерал-майором Чернышёвым), вице-адмиралом Крюйсом и адмиралом Апраксиным, которыми вводились две табели: «Табель корабельным лесам на 80-, 70-, 54-, 32-пушечного ранга корабли и фрегаты… с объявленной каждому дереву толщины и длины» (ею регламентировались материал, номенклатура и размерения деталей досок корабельного корпуса) и «Табель на заготовку мелочных лесов» (ею определялся перечень материалов, идущих на изготовление корабельных гребных судов, рангоута, в том числе салингов, эзельгофтов, кроспис, обечаек на марсы, деталей пушечных станков, помп и т. п.). В последнюю табель входил ряд более мелких табелей на заготовку деталей элементов снабжения таких как водяные бочки объёмом в 15, 25 и 50 вёдер и т. д. Для введения этих табелей потребовался целый комплекс технологических мероприятий, большая часть которых вскоре вошла в «Регламент о управлении…» 1722 года.

#### 1723 год

##### Продолжение работ над ранговой унификаций
Ранговая унификация кораблей флота, обозначенная в Штатном положении 1718 года, была ещё несовершенна, что затрудняло оптимизацию проектного и расчётного аппаратов, а также замедляла работу по комплексной разработке всех разделов и документов Регламента. В 1723 году корабельные мастера при прямом участии Петра I приступили к составлению нормативной части Регламента — унификации на базе артиллерийского Штата 1716 года и артиллерийского Регламента 1722 года ранговой классификации боевых средств флота, стандартизации их главных размерений, конструктивных характеристик корпуса и главных элементов архитектуры корабля в целом. Непосредственная разработка табеля о корабельных пропорциях началась не позднее марта 1723 года, когда корабельные мастера Ф. М. Скляев, О. Най, Р. Козенц, Р. Броун, Р. Рамз и «главнейший корабельный мастер Пётр Алексеевич Михайлов» (сам царь) представили в обер-сарваерскую контору собственные варианты размерений кораблей. Петром I были предложены тогда размерения для 96-, 80-, 70-, 64-, 54-, 42-, 32-, 26- и 16-пушечных судов. Все эти страницы, кроме листа О. Ная, представленного 23 марта 1723 года, не датированы; однако в «Описи делам и письмам… по конторе обер-сарваерской» они охарактеризованы как «1723 году. В марте в разных числах снесенные ведомости от всех корабельных мастеров за их [подписями] о препорции всех рангов кораблей…».
После рассмотрения этих ведомостей царь занялся составлением свободного «согласия» об основных размерениях 96-, 80-, 66-, 54- и 32-пушечных судов; первое такое «согласие» для 96-пушечных кораблей Пётр сначала и до конца делал сам. Пометка канцеляриста «Писано собственною императорского величества рукою марта 28 дня 1723 году» позволяет датировать события; в этом документе отсутствовали два первых и два последних пункта — они появились несколько позднее в табеле от 20 мая того же года. На всех таблицах размерений для 80-, 66-, 54- и 32-пушечных судов есть одинаковая помета: «Сие согласие сочинено и подписано собственною его величества рукою мая 17 дня» . Через три дня 20 мая 1723 года на «консилии» обсуждалась ранговая классификация кораблей и корабельные пропорции по рангам, были составлены «промемория» и сводная табель размерений корпуса, причём ранг 96-пушечных кораблей Пётр заменил рангом 100-пушечных; под этим документом подписались Г. А. Меншиков, Г. Рамз, Р. Броун, Р. Козенц, О. Най, Петр Михайлов и обер-сарваер И. М. Головин, а вот подпись Ф. М. Скляева, также участвовавшего в этой разработке, отсутствует. Внутренний смысл выбора для дальнейшего строительства именно 100-, 80-, 66 и 54-пушечных рангов линейных кораблей становится понятен и очевиден, если учесть, что на нижней палубе (деке) следовало иметь с одного борта у 100-пушечных кораблей 14 пушек, у 80-пушечных — 13, у 66-пушечных — 12, и у 54-пушечных — 11, то есть различие между этими рангами определялось разницей в одну пушку (соответственно и местом для неё), помещаемую с одного борта корабля на нижней пушечной палубе — месте размещения наиболее тяжёлых и разрушительных орудий корабля.
Взяв за основу принятые пропорции кораблей и артиллерийского вооружения была начата разработка и других разделов Регламента. 21 октября 1723 года Пётр I указал «всем корабельным мастерам представить ведомости, чтоб можно было всегда знать…», сколько и какого леса на корпус, рангоут, «всяких веревок и протчего» надлежит на корабли по рангам, был рассмотрен вопрос и о комплектовании командами судов новых рангов. 12 декабря собирались для рассмотрения табелей размерений деталей корабельного корпуса и его пропорций. 19 декабря Петр I в обер-сарваерской конторе провёл «консилиум» с мастерами о пропорции кораблей всех рангов и собственноручно составил пропорции орудийных портов, которые подал к рассмотрению в контору. Через два дня обер-сарваер И. М. Головин подписал табель, которую в тот же день передали в Адмиралтейств-коллегию, а оттуда уже в копиях разослали 23 января 1724 года в Кронштадт, Ревель и другие места.

##### Совершенствование огневой мощи кораблей
В период конца 1723 — начала 1724 года, судя по сохранившимся документам, петровскими корабелами была проведена значительная техническая работа по разработке Регламента. В 1716 году английским Адмиралтейством был введён новый артиллерийский Штат, значительно (на треть) увеличивший огневую мощь кораблей. Российский Штат 1716 года был сориентирован на европейский технологический уровень начала XVIII века, в частности на английский артиллерийский Штат 1703 года, и в нём вопросу совершенствования боевой мощи кораблей уделялась немаловажная роль. Однако петровские корабелы выбрали путь, диаметрально противоположный выбранному англичанами, не пойдя на увеличение весовых калибров орудий при сохранении главных размерений и пропорций корпуса. Повышение боевой мощи производилось в основном благодаря одновременному улучшению мореходных и боевых качеств. Опыт практической эксплуатации кораблей Балтийским флотом позволил найти «добрые пропорции» размерений корабельного набора. 
21 декабря 1723 года обер-сарваерской конторой был рассмотрен вопрос «Как впредь строить корабли тех рангов»: была изучена принципиальная возможность размещения на надстройках верхней палубы артиллерии повышенного 6- и 8-фунтового калибра, а также предложено поднять орудийные порты нижнего дека от воды на 1-1,5 фута выше, чем осуществлялось ранее, с тем расчётом, чтобы при крене корабля в 7° и волнении моря в 3 балла было возможно применение орудий нижней артиллерийской палубы.

#### 1724 год

##### Продолжение работ Петром I над регламентом
Пётр и впоследствии продолжал работу над этим табелем. В архиве хранятся его пометки, датированные январем 1724 года, с перечислением ближайших дел; в одной из них говорится «О книге корабельных препорции и прочих». 17 января он «по утру … в своей конторке писал препорции корабельные», а на следующий день образцы «для прописи препорции» были посланы корабельным мастерам Наю, Козенцу, Броуну и Рамзу по таким размерениям, как высота палуб, борта на мидель-шпангоуте и бака. Известно, что 7 февраля того же года он работал над новым табелем о корабельных пропорциях, в котором оставил лишь первые три пункта положений от 20 мая 1723 года. 8 февраля 1724 года Пётр I указал в обер-сарваерской конторе изъять все разосланные ранее экземпляры табеля. Запись в протоколе Адмиралтейств-коллегии сообщает о решении царя от 7 февраля оставить в силе первые три пункта табеля 20 мая 1723 года .
Пётр продолжал работать и над размерами окон (пушечных портов) кораблей новых рангов, что имело принципиальное значение для соблюдения прочности деревянных конструкций. Ещё на «консилиуме» 19 декабря 1723 года одновременно с табелем были утверждены ширина окон, высота их нижнего края от воды. 4 февраля следующего года Пётр составил таблицу «Вышина окнам в свету по калибрам» для 30-, 24-, 18 и 12-фунтовых орудий, а 7 февраля дополнил её размерами окон для 6-фунтовых пушек, очевидно, желая включить в новый штат флота и роспись калибров пушек по палубам, появившуюся ещё в 1722 году в «Регламенте о управлении адмиралтейства и верфи» и вошедшую затем в штат 1732 года, но смерть помешала ему сделать это.
В начале 1724 года Петр I рассмотрел пропорции, разработанные Наем и Козенцем, Броуном и Рамзом, высоты деков и бортов, составленные в зависимости от длины корпуса. Нижние орудийные порты были подняты от воды, при этом были сохранены неизменными размерения и пропорции корпуса (табель от 20 мая 1723 года). Пропорции пушечных окон Пётр I дополнил данными для 6-ти и 8-фунтовых пушечных калибров. Эти технические решения нашли отражение в таблицах «Пропорции окнам на фердеке всех кораблей и фрегатов и шняв». Следующим шагом царя стал указом от 8 февраля 1724 года, которым «…поскольку в препорциях учинилась во всем перемена…» был изъят «Табель о корабельных пропорциях» 1723 года.
Стандартизация пропорций и размерений корпусов в соответствии с установленными рангами (определённая типизация теоретических чертежей) и оптимизация расчётного аппарата позволили завершить составление унифицированных таблиц членов корабельного набора и стандартизировать их размерения. 
В течение всего 1724 года продолжались работы над разделами Регламента и составлялись либо дорабатывались многие другие документы Регламента по корпусу, рангоуту, такелажу, вооружению: при участии адмирала К. И. Крюйса — «Табель препорции против всего корабельного флота ботам, длины, ширины, глубины, которые поднимают на корабли», при участии Р. Козенца — «Табель о корабельном рангоуте», состоящая из двух таблиц (для кораблей 1 и 2 рангов и для кораблей 3 — 6 рангов) и расчётной части, содержащей методику расчёта базовых показателей — длины и толщины грот-мачты и пропорций всего корабельного рангоута. Была дополнена «Табель на заготовку лесоматериалов для кораблей 96 (100)-пушечного ранга». 
В феврале 1724 года Пётр I рассмотрел и исправил сводную «Табель членов корабельного набора», составленную на основании предыдущих наработок Броуна с Рамзом и Козенца с Наем. Во второй половине 1724 года после уточнения ряда проектных характеристик табель была серьёзно переработана. Последняя правка Петра «Табели пропорции корабельные о толстоте дерев» относится к январю 1725 года. 
Для упорядочения и правильного понимания кораблестроительной терминологии приступили к созданию терминологических словарей. В петровскую эпоху на верфях, а также в речи Петра I и его соратников преобладала голландская терминология, с использованием которой написаны и все документы Регламента, ею частично пользовались даже английские мастера. Для практического применения теоретического аппарата Регламента были введены карманные справочники, содержащие в сжатой форме основные выдержки положений этого документа.

##### Структура документа к 1725 году
К концу 1724 года была готова нормативная часть «Табели о рангах», содержащая раздел с регламентацией артиллерийского вооружения и раздел, названный «Положение воинским кораблям» — табель из 23 пунктов (взамен изъятой табели 1723 года). Почти полностью была доработана и вторая часть Регламента, которую структурно можно разделить на документы двух видов. Первую группу (расчетно-методическую) составили документы, определяющие правила и последовательность выполнения расчётов конструктивных и основных архитектурных элементов корабля, вторую — сводные табели, содержащие итоговые расчётные величины в виде поранговых таблиц, удобных для практического пользования. Главный раздел этой части, названный «Генеральные регулы кораблям всех рангов», Пётр I написал сам. Сохранилось множество черновых проработок, эскизов, схем, подтверждающих это. Прочие документы Регламента также неоднократно проходили редакторскую правку Петра I.
Общепроектная часть «Генеральных регул» содержит указания по выбору главных размерений корпуса и их оптимальных соотношений, расчёт базовых величин, задающих пространственное положение теоретических обводов корпуса, расчёт конструктивного мидель-шпангоута и правила построения теоретических обводов проекции «корпус» — «теория ромбуса», методические указания по построению конструктивно-теоретических чертежей корпусов по шести установленным рангам с выделением пропорций, подчёркивающих особенности голландской и французской школ. «Французской манире» посвящен особый раздел. Не малоценной частью «Регул» является подборка графических материалов.

#### 1725—1726 годы
Смерть Петра I (28 января 1725 года) несколько затормозила разработку кораблестроительного регламента, но в последующие годы стараниями его последователей — «птенцами гнезда петрова» — работы в общем были завершены. В 1726 году был введен в практический оборот печатный «Штат корабельного и галерного такелажа», содержащий также информацию по рангоуту и парусному вооружению, в 1729 году — «Реестр флагов и вымпелов», в 1732 году — «Галерный штат». Дорабатывались другие документы, например, «Табель о заготовлении к починке флота по рангам корабельных лесов», в поранговые табели на заготовку леса внесены таблицы на галеры, малые гребные суда, камели и ластовые суда. Были введены правила предохранения построенных кораблей от гниения членов корабельного набора путём просаливания и сохранения набора корпуса в стапельный период от воздействия погодных факторов с помощью обработки смолами. Определены нормативы трудоемкости на строительство и вооружение кораблей по рангам, а также на содержание всего флота. Так, в конце 1720-х годов его штатное содержание должна была обходиться казне в 1,4 млн рублей ежегодно.
Указом от 28 июня 1725 года Екатерина I подтвердила действие табеля 1724 года (переработанный и выполненный Петром I «Табель» от 20 мая 1723 года), который как говорилось в указе, «и поныне содержится в обер-сарваерской конторе…»; в 1732 году его включили в новый корабельный штат, за исключением размерений 100-пушечных кораблей, ранг которых упразднили.
Судя по сохранившимся документам, в 1726 году нормативная часть Регламента была напечатана. Однако в связи с тем, что политика Российского государства в последующие годы не способствовала развитию флота, работы над Регламентом были свёрнуты, в результате чего он так и не увидел свет в том виде, каким его задумывал Пётр I, а остался группой документов — «регул и пропорций», «документов протчих ранговых дел», хранящихся в Адмиралтейств-коллегии. В таком виде им и пользовались корабельные мастера.
Завершение работ над Регламентом (за которое следует считать 1726 год — издание печатной части) ознаменовало завершение создания в России национальной кораблестроительной школы. В законодательном плане Регламент оказался в одном ряду с «Морским уставом» и «Регламентом о управлении адмиралтейства и верфи», закрепившими прочные основы российского военно-морского и кораблестроительного искусства. Начиная с этого момента можно говорить о русском кораблестроении как о самостоятельном явлении и о создании в России регулярного флота.

## Основные конструктивные элементы ранговых кораблей, утверждённые в регламенте
| Положение воинским кораблям (1724) в обработке В. Г. Крайнюкова | Положение воинским кораблям (1724) в обработке В. Г. Крайнюкова | Положение воинским кораблям (1724) в обработке В. Г. Крайнюкова | Положение воинским кораблям (1724) в обработке В. Г. Крайнюкова | Положение воинским кораблям (1724) в обработке В. Г. Крайнюкова | Положение воинским кораблям (1724) в обработке В. Г. Крайнюкова | Положение воинским кораблям (1724) в обработке В. Г. Крайнюкова |
| Конструктивные характеристики и размерения                      | Линейный корабли                                                | Линейный корабли                                                | Линейный корабли                                                | Линейный корабли                                                | Фрегаты                                                         | Шнявы                                                           |
| Конструктивные характеристики и размерения                      | Ранг корабля                                                    | Ранг корабля                                                    | Ранг корабля                                                    | Ранг корабля                                                    |                                                                 |                                                                 |
| Конструктивные характеристики и размерения                      | 1                                                               | 2                                                               | 3                                                               | 4                                                               | 5                                                               | 6                                                               |
| Конструктивные характеристики и размерения                      | 100-пуш.                                                        | 80-пуш.                                                         | 66-пуш.                                                         | 54-пуш.                                                         | 32-пуш.                                                         | 14-пуш. (16-пуш.)                                               |
| Длина по килю                                                   | 148’6'                                                          | 138'                                                            | 124’6'                                                          | 114'                                                            | 94’6'                                                           | сведения не приводятся                                          |
| Длина по нижн. палубе                                           | 178’7'                                                          | 169'                                                            | 155’6'                                                          | 143'                                                            | 118'                                                            | сведения не приводятся                                          |
| Ширина корабля без досок обшивки                                | 49’6'                                                           | 46’4'                                                           | 41’6'                                                           | 38'                                                             | 31’6'                                                           | сведения не приводятся                                          |
| Глубина интрюма                                                 | 21’9'                                                           | 20’7'                                                           | 18'                                                             | 16’7'                                                           | 14'                                                             | сведения не приводятся                                          |
| Длина гекбалка от широты корабля                                | 2/3                                                             | 2/3                                                             | 2/3 — 3/5                                                       | 2/3 — 3/5                                                       | 2/3 — 3/5                                                       | сведения не приводятся                                          |
| Погибь гекбалка «вдоль корабля от всякого фута его длины»       | 1/5                                                             | 1/5                                                             | 1/5                                                             | 1/5                                                             | 1/5                                                             | сведения не приводятся                                          |
| Ширина флака от ширины корабля                                  | 2/5 — 3/8                                                       | 2/5 — 3/8                                                       | 3/8 — 1/3                                                       | 1/3                                                             | 1/3                                                             | сведения не приводятся                                          |
| Уклон општота от ширины корабля (в долях и футах)               | 1/8                                                             | 1/8                                                             | 4' 3 '                                                          | 1/5                                                             | 3'                                                              | сведения не приводятся                                          |
| Расстояние между шпангоутами                                    | 11’4'                                                           | 11’4'                                                           | 11’4'                                                           | 11’4'                                                           | 11’4'                                                           | сведения не приводятся                                          |
| Отстояние бака от форштевня (от внутреннего края юдора)         | 4'                                                              | 4'                                                              | 3’10'                                                           | З '7'                                                           | З '                                                             | сведения не приводятся                                          |
| Отстояние нижн. кромок пуш. портов от воды                      | 5'                                                              | 5'                                                              | 5’4'                                                            | 5’4'                                                            | —                                                               | сведения не приводятся                                          |
| Количество пуш. портов на гондеке                               | 14                                                              | 13                                                              | 12                                                              | 11                                                              | 10                                                              | сведения не приводятся                                          |
| Отстояние первого порта от ахтерштевня на нижнем деке           | 9'                                                              | 9'                                                              | 8’6'                                                            | 8’6'                                                            | 8'                                                              | сведения не приводятся                                          |
| Расстояние между портов гондека                                 | 8’6'                                                            | 8’6'                                                            | 8'                                                              | 8'                                                              | 8'                                                              | сведения не приводятся                                          |
| Гондек (калибр орудий варт.фунтах )                             | 30                                                              | 24                                                              | 24                                                              | 18                                                              | 12                                                              | сведения не приводятся                                          |
| Отстояние нижн. кромки портов от гондека                        | 2’5'                                                            | 2’4'                                                            | 2’4'                                                            | 2’4'                                                            | 2’2'                                                            | сведения не приводятся                                          |
| Ширина портов гондека                                           | З '5'                                                           | 3’6'                                                            | З '6'                                                           | З '4'                                                           | 3'                                                              | сведения не приводятся                                          |
| Высота портов гондека в свету                                   | 2’10'                                                           | 2’9'                                                            | 2’9'                                                            | 2’8'                                                            | 2’6'                                                            | сведения не приводятся                                          |
| Мидельдек (калибр орудий в арт.фунтах)                          |                                                                 |                                                                 |                                                                 |                                                                 |                                                                 | сведения не приводятся                                          |
| Отстояние нижн. кромки порта от мидельдека                      | 2’4'                                                            | 2' 3 '                                                          | —                                                               | —                                                               | —                                                               | сведения не приводятся                                          |
| Ширина порта                                                    | З '4'                                                           | З '2'                                                           | —                                                               | —                                                               | —                                                               | сведения не приводятся                                          |
| Высота порта в свету                                            | 2’8'                                                            | 2’7'                                                            | —                                                               | —                                                               | —                                                               | сведения не приводятся                                          |
| Опердек (калибр ор. в фунтах), бронзовые / железные             | 12/8                                                            | 12/8                                                            | 12/8                                                            | 12/8                                                            | 8/8                                                             | 6                                                               |
| Отстояние нижн. кромки порта от опердека                        | 2’2'                                                            | 1’9'                                                            | 1’9'                                                            | 1’9'                                                            | —                                                               | 1’6'                                                            |
| Ширина порта опердека                                           | 3'                                                              | 3'                                                              | З '                                                             | 2’7'                                                            | —                                                               | 2’2'                                                            |
| Высота порта опердека в свету                                   | 2' 6 '                                                          | 2' З '                                                          | 2' З '                                                          | 2' З '                                                          | —                                                               | 2'                                                              |
| Квартердек (шканцы) и полубак (калибр орудий в фунтах)          | 6                                                               | 6                                                               | 6                                                               | 4                                                               | 6                                                               | —                                                               |
| Отстояние нижней кромки порта от квартердека                    | 1’7' / 2'                                                       | 1’5'                                                            | 1’4'                                                            | 1’2'                                                            | 1’2'                                                            | 1’6'                                                            |
| Ширина порта на квартердеке                                     | 2’4'                                                            | 2’2'                                                            | 2’1'                                                            | 2'                                                              | 2’2'                                                            | —                                                               |
| Высота порта на квартердеке в свету                             | 2'                                                              | 2'                                                              | 2'                                                              | 1’1'                                                            | 2'                                                              | —                                                               |
| --------------------------------------------------------------- | --------------------------------------------------------------- | --------------------------------------------------------------- | --------------------------------------------------------------- | --------------------------------------------------------------- | --------------------------------------------------------------- | --------------------------------------------------------------- |

| Генеральные регулы кораблям всех рангов (из записной книжки Петра I) | Генеральные регулы кораблям всех рангов (из записной книжки Петра I) | Генеральные регулы кораблям всех рангов (из записной книжки Петра I) | Генеральные регулы кораблям всех рангов (из записной книжки Петра I) | Генеральные регулы кораблям всех рангов (из записной книжки Петра I) | Генеральные регулы кораблям всех рангов (из записной книжки Петра I) | Генеральные регулы кораблям всех рангов (из записной книжки Петра I) | Генеральные регулы кораблям всех рангов (из записной книжки Петра I) | Генеральные регулы кораблям всех рангов (из записной книжки Петра I) | Генеральные регулы кораблям всех рангов (из записной книжки Петра I) | Генеральные регулы кораблям всех рангов (из записной книжки Петра I) |
| Основные конструктивные характеристики и размерения                  | Линейный корабли                                                     | Линейный корабли                                                     | Линейный корабли                                                     | Линейный корабли                                                     | Линейный корабли                                                     | Линейный корабли                                                     | Фрегаты                                                              | Фрегаты                                                              | Фрегаты                                                              | Шнявы                                                                |
| Основные конструктивные характеристики и размерения                  | Ранг корабля                                                         | Ранг корабля                                                         | Ранг корабля                                                         | Ранг корабля                                                         | Ранг корабля                                                         | Ранг корабля                                                         | Ранг корабля                                                         | Ранг корабля                                                         | Ранг корабля                                                         | Ранг корабля                                                         |
| Основные конструктивные характеристики и размерения                  | 1                                                                    | 2                                                                    | 3                                                                    | 3                                                                    | 4                                                                    | 4                                                                    | 5                                                                    | 5                                                                    | 6                                                                    | 6                                                                    |
| Основные конструктивные характеристики и размерения                  | 100-пуш.                                                             | 90-пуш.                                                              | 80-пуш.                                                              | 70-пуш.                                                              | 60-пуш.                                                              | 50-пуш.                                                              | 40-пуш.                                                              | 30-пуш.                                                              | 24-пуш.                                                              | 18-пуш.                                                              |
| Длина по килю                                                        | 136’                                                                 | 132’                                                                 | 127’6'                                                               | 122’                                                                 | 119’                                                                 | 108’                                                                 | 97’6'                                                                | 90’                                                                  | 79’                                                                  | сведения не приводятся                                               |
| Длина по нижн. палубе от шпунта до шпунта                            | 168’                                                                 | 162’                                                                 | 156’                                                                 | 150’                                                                 | 144’                                                                 | 130’                                                                 | 118’                                                                 | 108’                                                                 | 96’                                                                  | сведения не приводятся                                               |
| Ширина корабля с наружн. досками обшивки                             | 49’                                                                  | 47’                                                                  | 43’                                                                  | 41’                                                                  | 38’                                                                  | 35’                                                                  | 32’                                                                  | 29’                                                                  | 26’                                                                  | сведения не приводятся                                               |
| Осадка корабля под форштевнем                                        | 20’6                                                                 | 19’8                                                                 | 18’                                                                  | 17’                                                                  | 16’                                                                  | 14’6                                                                 | 12’9                                                                 | 12’                                                                  | 10’                                                                  | сведения не приводятся                                               |
| Осадка корабля под ахтерштевнем                                      | 22                                                                   | 21’                                                                  | 19’4                                                                 | 18’6                                                                 | 17’6                                                                 | 16’                                                                  | 14’                                                                  | 13’                                                                  | 11’                                                                  | сведения не приводятся                                               |
| Глубина интрюма                                                      | 19’6                                                                 | 18’6                                                                 | 17’8                                                                 | 17’4                                                                 | 15’8                                                                 | 14’                                                                  | 13’6                                                                 | 12’                                                                  | 10’6                                                                 | сведения не приводятся                                               |
| Длина гекбалка                                                       | 29’                                                                  | 27’                                                                  | 25’6                                                                 | 24’6                                                                 | 23’                                                                  | 20’                                                                  | 19’                                                                  | 17’                                                                  | 15’                                                                  | сведения не приводятся                                               |
| Ширина портов гондека                                                | 3’6                                                                  | 3’6                                                                  | 3’5                                                                  | 3’4                                                                  | 3’2                                                                  | 2’9                                                                  | 2’8                                                                  | 2’6                                                                  | 2’3                                                                  | сведения не приводятся                                               |
| Высота портов гондека                                                | 2’9                                                                  | 2’9                                                                  | 2’9                                                                  | 2’8                                                                  | 2’7                                                                  | 2’6                                                                  | 2’4                                                                  | 2’1                                                                  | 1’11                                                                 | сведения не приводятся                                               |
| -------------------------------------------------------------------- | -------------------------------------------------------------------- | -------------------------------------------------------------------- | -------------------------------------------------------------------- | -------------------------------------------------------------------- | -------------------------------------------------------------------- | -------------------------------------------------------------------- | -------------------------------------------------------------------- | -------------------------------------------------------------------- | -------------------------------------------------------------------- | -------------------------------------------------------------------- |

## Период действия нормативного документа и его замена
Табели 1723 и 1724 годов сразу же после утверждения стали основой для строительства кораблей; так, уже 29 июня 1723 года Петр Михайлов (царь) заложил в соответствии с новым стандартом первый в России 100-пушечный корабль, получивший позднее название «Пётр I и II»; точно по табельным размерениям заложили в следующем году 54-пушечный корабль «Пётр II» и 32-пушечный фрегат «Россия». При этом предусматривалось заметное увеличение главных размерений кораблей по сравнению даже с недавно построенными и особенно приобретенными за границей; осуществлялось улучшение их мореходных и боевых качеств, что давало, в частности, возможность поднять повыше над уровнем воды пушечные порты.
Первый кораблестроительный Регламент действовал до конца XVIII века. Эволюционные изменения архитектуры корпуса, рангоута, парусного вооружения и такелажа, введение артиллерийских Штатов морской артиллерии 1755 и 1767 годов, не могли изменить суть Регламента, а только дополняли и совершенствовали его, что говорит о его высокой научной сущности, опередившей время на целое столетие. Корпуса русских кораблей располагали совершенными обводами и прекрасными гидродинамическими характеристиками. Орудийные порты нижнего дека были подняты над водой на уровень, достигнутый европейским кораблестроением только в конце XVIII века. Пропорции рангоута и такелажа стали настолько удачными, что не изменялись на протяжении столетия, и только изменение «корабельной моды» и введение новых материалов внесли определённые поправки.
Содержание документов Регламента сохранялось в глубокой тайне. Решением Адмиралтейств- коллегии и указом Петра I табели содержались в коллегии как секретные документы. В 1726 году доступ на верфи посторонним лицам был закрыт, а с 1729 года требования ещё более ужесточились. С часто используемых документов и табелей Регламента были сняты копии, переданные затем в обер-сарваерскую контору для пользования корабельными мастерами, где они хранились в «крепком сохранении, запечатав дежурною и судейскою печатьми», причём в зависимости от должности полагалось пользоваться только определённой группой документов, более «никому их не казать и списывать с них никого отнюдь не допускать». Тем не менее, несмотря на эту секретность, сохранившиеся протоколы заседаний «консилий», многие промежуточные и черновые варианты табелей и документов, письма Петра I и корабельных мастеров позволяют судить о существе утраченных документов и воссоздать кораблестроительный Регламент в виде, задуманном Петром I.
В 1806 году с учётом промежуточного штата-регламента 1777 года (на корабли 66- и 74-пушечного рангов) и артиллерийского штата 1805 года в России был введён в действие второй кораблестроительный Регламент (штат), продолживший традиции российской кораблестроительной школы.